# Eginhard Friedrich Petersen
Eginhard Friedrich Petersen (* 29. August 1834 in Lübeck; † 18. September 1909 ebenda) war ein deutscher evangelisch-lutherischer Geistlicher und Hauptpastor am Lübecker Dom.

## Leben

### Herkunft
Eginhard Petersen entstammte einer alten lübeckischen Pastorenfamilie. Sein Ururgroßvater, Peter Hinrich Petersen, wurde Hauptpastor an der Jakobikirche. Sein Großvater, Johann Friedrich Petersen (der Ältere), war Hauptpastor am Dom und auch sein Vater, Johann Friedrich Petersen (der Jüngere), war Dompastor. Sein Bruder Carl hingegen wurde Landwirt.

### Laufbahn
Petersen besuchte das Katharineum zu Lübeck und wurde dort von dessen Direktor Jacob sowie den Professoren Classen und Mantels geprägt. Eine besondere Erinnerung war es ihm, dass er an dem von Geibel vertretungsweise erteilten deutschen Unterricht teilnehmen durfte und jener zu ihm eine besondere Zuneigung gefasst hatte.
Nach seinem Abitur, Ostern 1854, begann Petersen als ältester Sohn, auch durch den Einfluss des väterlichen Hauses dazu bestimmt, das Studium der Evangelischen Theologie in Erlangen. An der dortigen Universität leuchtete zu der Zeit das Dreigestirn: Hofmann, Thomasius und Delitzsch. Die Erlanger Theologie und Karl von Raumer übten durch ihre Persönlichkeit einen großen Einfluss auf die Studierenden aus. Neben der wissenschaftlichen Anregung, hatte er einen empfänglichen Sinn für die Natureindrücke in den Tälern der Fränkischen Schweiz und für den anregenden Verkehr des alten Patrizierhauses der Merkelschen Familie in Nürnberg. Von Erlangen aus ging er nach Berlin, wo damals die ehrwürdige Patriarchengestalt des alten Nitzsch und neben ihm Dorner, der gemütvolle Schwabe, und der Philosoph Trendelenburg die Studierenden anzog. Den Schluss seiner Studienzeit verbrachte er in Tübingen. Dort wurde er von Becks tiefen Schriftverständnis und dessen imponierenden christlichen Persönlichkeit stark beeindruckt. Petersen hatte nie einer bestimmten theologischen Schule angehört, sondern folgte zeitlebens dem Grundsatz: „Prüfet alles und das Gute behaltet.“ und verfolgte bis zu seinem Lebensende den Entwicklungsgang der Theologie.
Nach der Rückkehr in seine Heimat du bestandenem Kandidatenexamen (1859) bestritt Petersen den damals üblichen Weg der lübeckischen Kandidaten. Er bestritt seinen Unterhalt durch Unterricht an Schulen und Pensionsanstalten. Er arbeitete sich durch das gelegentliche Vertreten erkrankter oder beurlaubter Geistlicher bei Predigten vor. Er unterrichtete in der damaligen Petrischen Knabenschule, in den damals blühenden Mädchenpensionaten von Fräulein Plessing und Fräulein Bousset und trat dann als Hauslehrer und Erzieher in das Haus der damals in Lübeck wohnenden Witwe Lind ein.
Als nach kurzer Amtstätigkeit der Prediger Grautoff verstarb, wurde Petersen am 22. Juli 1863 zu dessen Nachfolger als Diaconus erwählt. Wenn seine Begabung nicht hinreichend gewürdigt wurde, so lag dies daran, dass dem jüngsten Geistlichen ausschließlich die wenig besuchten Gottesdienste um 2 Uhr zugewiesen wurden. Nur an vereinzelten Festtagen sahen diese einen größeren Zuhörerkreis. Mit seinem nach innen gerichteten Wesen sah er sich nie zur Übernahme bürgerlicher Ehrenämter gedrängt. So war er zunächst auf die Pflege der Seelsorge, wozu ihm das ihm unterstellte Allgemeine Krankenhaus mannigfache Gelegenheit bot, angewiesen. Durch sein stilles Wirken erwarb er sich ein über die Grenzen seiner Gemeinde hinausgehendes Vertrauen.
Nach dem Tode des Hauptpastors Zietz wurde Petersen am 16. Mai 1879 das Hauptpastorat an der Domkirche übertragen. Erst damit hatte den Platz erhalten, der seiner Begabung entsprach. Durch seine tiefen, inhaltsreichen Predigten sammelte er einen immer mehr sich ausbreitenden Kreis dankbarer Zuhörer um sich.
Zeitgleich wurde ihm das Amt eines Militärgeistlichen übertragen. Als Garnisonpastor war er zunächst zuständig für die Lübeckischen Füsiliere (später III. Bataillon) des 2. Hanseatischen Infanterie-Regiments Nr. 76. Ab dem 1. April 1897, Lübeck erhielt sein eigenes Regiment, war er der Geistliche des 3. Hanseatischen Infanterie-Regiments Nr. 162, das seit dem Kaisermanöver des Jahres 1904 die Bezeichnung „Infanterie-Regiment „Lübeck“ (3. Hanseatisches) Nr. 162“ führte. Die Hingabe Petersens hieran wurde mit der Verleihung einer Ordensauszeichnung gebührend anerkannt.
Neben seiner amtlichen Tätigkeit war Petersen nun auch auf anderen Gebieten tätig. Im Lehrerseminar erteilte er mehrere Jahre Religionsunterricht. Auf Vorschlag des Ministeriums wurde er als geistliches Mitglied neben dem Senior in den Kirchenrat berufen und hatte an der Neugestaltung der Lübeckischen Kirchenverfassung und der Kirchengemeindeordnung großen Anteil.
Auch mit schriftstellerischen Arbeiten ist er hervorgetreten. Als sein Jugend- und Studienfreund Freund Gustav Plitt als Professor für Kirchengeschichte in Erlangen verstarb, hinterließ er ein erst zur Hälfte fertiggestelltes Manuskript, das das Leben Martin Luthers darstellen sollte. Als die Hinrichs’sche Verlagsbuchhandlung in Leipzig Petersen bat, das Buch zu vollenden, verstand er es so, sich in die Gedankengänge seines Freundes einzuarbeiten, dass der nicht genauestens unterrichtete Leser es später nicht festzustellen vermochte, was dem einen oder dem anderen Freunde angehörte. Das durch das Lutherjahr 1883 erweckte lebhafte Interesse sollte bald eine zweite Auflage des Werkes notwendig machen. Ein anderes Werk von ihm sind die 1888 erschienenen Betrachtungen über den Philemonbrief. Dies sollte sich als ein Meisterstück praktischer Schriftauslegung erweisen. Außerdem fanden sich in Homiletischen Fachzeitschriften verstreut mehrfach von Petersen gehaltene Predigten und Amtsreden.
Als er, durch zunehmende Kränklichkeit veranlasst, am 1. Oktober 1908 seine Versetzung in den Ruhestand nachgesucht hatte, war es ihm noch beschieden ein schönes Weihnachts- und Neujahrsfest bei seinem Freund Blumhardt in Bad Boll in Württemberg zu feiern, danach längere Zeit bei seinen in der Ferne wohnenden Kindern zu weilen und sich an seinen Enkeln zu erfreuen. In Begleitung seines Schwiegersohnes, Pastor Gay, fuhr Petersen nach Rom.
Wieder in Lübeck schwanden seine Kräfte jedoch sichtlich und trotz seines rege bleibenden Geistes erstarb er.
In den bis auf den letzten Platz gefüllten Räumen der Kirchhofskapelle fand am 22. September 1909 die Trauerfeier statt. Auf dessen ausdrücklichen Wunsch hin, bei seiner Bestattung jegliches Gepränge zu verleihen, war von einer Feier in der Domkirche Abstand genommen worden. Sie wurde von seinem ältesten Amtsbruder, Pastor Aereboe, geleitet, der Knabenchor der Domkirche begleitete ihn, im Anschluss a die Feier folgte sein Sarg der Militärkapelle zu den Klängen des Chorals „Jesus meine Zuversicht“. Nach der Einsenkung in die Gruft sang der Chor der Jenisch'schen Freischule, deren langjähriger Vorsteher er war und dessen Schulfest er noch 14 Tage vor seinem Tod besucht hatte, das Lied „Wo findet die Seele die Heimat, die Ruh“.

### Familie
Petersen war ab 1866 mit Mathilde (1843–1916), geb. Stahmer, vermählt. Sie war die Tochter des Hamburger Senators Johann Stahmer und Schwester eines nahen Studienfreundes. Aus dieser Ehe gingen zwei Söhne und vier Töchter hervor. Der älteste Sohn und eine hochbegabte Tochter verstarben bereits vor ihm.
Der andere Sohn, Friedrich Petersen (1881–1933), wurde ein bekannter Organist in Wiesbaden.

## Auszeichnung
- Roter Adlerorden, 4. Klasse (1904)[4]

## Schriften
- D. Martin Luthers Leben und Wirken. Zum 10. November 1883 dem deutschen evangelischen Volke geschildert von D. Gustav Plitt, vollendet von Eginhard Friedrich Petersen, Hauptpastor in Lübeck. Hinrichs, Leipzig 1883. Online in der Google-Buchsuche-USA
- Philemon: Der Brief des Apostels Paulus an diesen seinen Freund in 9 Betrachtungen. Leipzig, Hinrichs 1889 (Digitalisat)